# Amber Valley
Amber Valley è un distretto con status di borough del Derbyshire, Inghilterra, Regno Unito, con sede a Ripley.
Il distretto fu creato con il Local Government Act 1972, il 1º aprile 1974 dalla fusione dei distretti urbani di Alfreton, Belper, Heanor e Ripley con il distretto rurale di Belper.

## Parrocchie civili
Le parrocchie del distretto sono:
- Aldercar and Langley Mill
- Alderwasley
- Alfreton
- Ashleyhay
- Belper
- Codnor
- Crich
- Denby
- Dethick, Lea and Holloway
- Duffield
- Hazelwood
- Heanor and Loscoe
- Holbrook
- Horsley
- Horsley Woodhouse
- Idridgehay and Alton
- Ironville
- Kedleston
- Kilburn
- Kirk Langley
- Mackworth
- Mapperley
- Pentrich
- Quarndon
- Ravensdale Park
- Ripley
- Shipley
- Shottle and Postern
- Smalley
- Somercotes
- South Wingfield
- Swanwick
- Turnditch
- Weston Underwood
- Windley